# John P. Hiler
John Patrick Hiler (* 24. April 1953 in Chicago, Illinois) ist ein US-amerikanischer Politiker. Zwischen 1981 und 1991 vertrat er den Bundesstaat Indiana im US-Repräsentantenhaus.

## Werdegang
John Hiler besuchte bis 1971 die La Lumiere High School in La Porte (Indiana). Anschließend studierte er bis 1975 am Williams College in Williamstown (Massachusetts), wo er als Bachelor abschloss, sowie bis 1977 an der School of Business der University of Chicago, an der er den MBA erwarb. Danach arbeitete er als Marketingdirektor. Politisch schloss sich Hiler der Republikanischen Partei an. In den Jahren 1978 und 1980 war er Delegierter auf den regionalen republikanischen Parteitagen in Indiana.
Bei den Kongresswahlen des Jahres 1980 wurde Hiler im dritten Wahlbezirk von Indiana in das US-Repräsentantenhaus in Washington, D.C. gewählt, wo er am 3. Januar 1981 die Nachfolge von John Brademas antrat. Nach vier Wiederwahlen konnte er bis zum 3. Januar 1991 fünf Legislaturperioden im Kongress absolvieren. 1990 unterlag er dem Demokraten Timothy J. Roemer.
In den Jahren 1991 und 1993 war John Hiler stellvertretender Administrator der General Services Administration; danach zog er sich aus der Politik zurück. Heute ist er als privater Geschäftsmann tätig.